# Liste der Fernstraßen in Jordanien
Diese Liste zeigt die Straßen in Jordanien auf. Die Fernverkehrsstraßen haben keine Bezeichnung, sondern nur Nummern, wobei die Nummern auch gleichzeitig die Richtung angeben, ob Nord-Süd- oder Ost-West-Straßen.

## Fernstraßen
| Kurz | Name | Verlauf                                                           | Länge  |
| ---- | ---- | ----------------------------------------------------------------- | ------ |
| 05   | 05   | 10 – Grenze nach Saudi-Arabien                                    | 420 km |
| 10   | 10   | 65 – Irbid – Grenze nach Irak                                     | 350 km |
| 15   | 15   | Grenze nach Syrien – al-Mafraq – Amman – Aqaba                    | 410 km |
| 20   | 20   | 65 – Jarash – 35                                                  | 044 km |
| 25   | 25   | weiter als Route 5 – Grenze nach Syrien – Ramtha – Amman          | 110 km |
| 30   | 30   | 65 – Balqa – Amman – Zarqa – Grenze nach Saudi-Arabien – Route 65 | 195 km |
| 35   | 35   | Irbid – En Naab                                                   | 395 km |
| 40   | 40   | 65 – Amman – 30                                                   | 130 km |
| 50   | 50   | Al Mazraa – 15                                                    | 066 km |
| 55   | 55   | Irbid – Adschlun                                                  | 035 km |
| 60   | 60   | Feifa – Jurf al Darawish                                          | 051 km |
| 65   | 65   | 10 – Aqaba                                                        | 375 km |